# ناو کلاس پورفول
کروزر کلاس پورفول (به انگلیسی: Powerful-class cruiser) یک کلاس از کشتی است که طول آن ۵۰۰ فوت (۱۵۲٫۴ متر) می‌باشد.